# Augochloropsis epipyrgitis
Augochloropsis epipyrgitis är en biart som först beskrevs av Holmberg 1903.  Augochloropsis epipyrgitis ingår i släktet Augochloropsis och familjen vägbin. Inga underarter finns listade.